# Minna Bichler

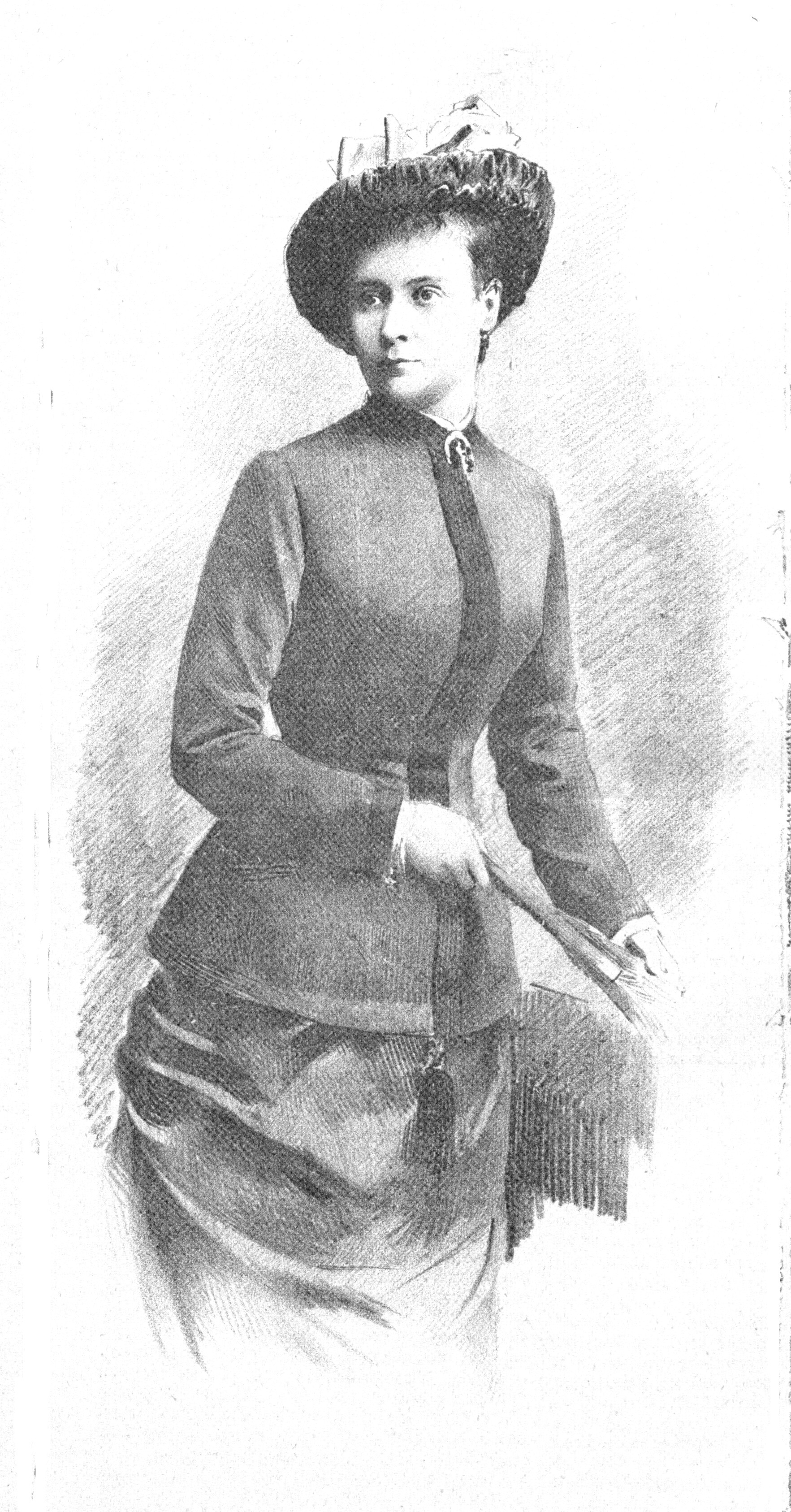
Minna Bichler im Jahre 1885

Wilhelmina „Minna“ Bichler, verheiratete Wilhelmina Richter, (31. August 1857 in Budapest – 3. Dezember 1936 in Prag) war eine österreichische Theaterschauspielerin.

## Leben
Bichler, Tochter der zu ihrer Zeit in Pest wohlbekannten Schauspielerin Elise Bichler-Quand, wagte ihr erstes Debüt, noch nicht ganz fünfzehn Jahre als, als sie während eines Benefizes ihrer Mutter zum ersten Mal am Deutschen Theater erschien.
Dieses Auftreten war erfolgreich, denn sie erhielt sofort ein Engagement ans Berliner Residenztheater (1878). Von dort kam sie nach Prag. Sie erschien auf der Bühne des deutschen Landestheaters, der heutigen Staatsoper Prag, in der Eröffnungsvorstellung der Direktion Eduard Kreibig als „Fleurette“ in Donna Diana. Als 1885 die Direktion mit Angelo Neumann wechselte, blieb sie aber weiterhin in Prag bis 1896.
Mit der Heirat mit dem Prager Industriellen und Mäzen Alexander Richter beendete sie ihre Bühnenkarriere mit der Abschiedsrolle: „Edrita“ in Weh dem, der lügt! von Franz Grillparzer und zog sich ins Privatleben zurück. Nach dessen Tod 1914 blieb sie weiterhin in Prag. Sie lebte in bescheidenen Verhältnissen und hatte weiterhin Kontakt zum Theater.